# 5000 myśli
5000 myśli – drugi solowy album muzyczny Magdy Femme.
Płyta byłej wokalistki grupy Ich Troje powstała pod producencką opieką Chrisa Aikena (współpracował m.in. z Celine Dion, Ronanem Keatingiem, Cher i Bryanem Adamsem). Na album składa się 13 utworów (w tym jeden remiks), z singlowym „Kłamstwem” na czele.

## Lista utworów
1. Tylko raz
2. 5000 myśli
3. Rozmowa z Aniołem
4. Wszystko ma kres
5. Kłamstwo
6. Tak jest
7. Jestem inna
8. Kilka róż
9. Nadejdzie taki dzień
10. Zanim
11. Ostatni list
12. Wystarczy być
13. Rozmowa z aniołem (remix)

## Pozycje na listach
| Lista | Kraj   | Pozycja |
| ----- | ------ | ------- |
| OLiS  | Polska | 5       |